# Miroslav Malý
Miroslav Malý (* 10. April 1963 in Rakovnik, Tschechoslowakei) ist ein ehemaliger deutsch-tschechischer Eishockeyspieler. Während seiner Karriere spielte der Verteidiger unter anderem in der deutschen Eishockey-Bundesliga.

## Laufbahn
Malý begann 1982 seine Profilaufbahn beim SV Bayreuth in der Eishockey-Oberliga. Nach dem Aufstieg der Mannschaft in die 2. Eishockey-Bundesliga wurde er von den Minnesota North Stars im NHL Entry Draft 1984 an 76. Stelle gezogen, spielte allerdings nur für ein Jahr bei den American-Hockey-League-Teams der Springfield Indians sowie den Baltimore Skipjacks in den Vereinigten Staaten und kam nicht in der National Hockey League zum Einsatz. 1985 kehrte er nach Deutschland in die Eishockey-Bundesliga zurück und spielte danach für den SB Rosenheim. Diese Mannschaft verließ er noch im Laufe der Saison 1986/87 in Richtung Villingen-Schwenningen und schloss sich dem Schwenninger ERC an. Nach zwei Spielzeiten wechselte er zu dem EV Landshut, noch während der Saison 1988/89 verlegte er aber sein Domizil nach Mannheim und lief für den Mannheimer ERC auf. 1991 ging er nochmals für drei Spielzeiten zurück nach Villingen-Schwenningen, um sich nach weiteren drei Spielzeiten dort den Nürnberg Ice Tigers, die in der neu gegründeten Deutschen Eishockey Liga spielten, anzuschließen. 1996 wechselte er von dieser Mannschaft aus zum ERC Hassfurt und beendete dort nach zwei weiteren Spielzeiten seine Laufbahn.
1985 gewann Malý, der für sein hartes körperbetontes Spiel bekannt war, mit der Mannschaft aus Rosenheim die deutsche Eishockeymeisterschaft. Zu dieser Meisterschaft trug er mit einem erzielten Tor während der Play-offs bei. In seiner Profilaufbahn erzielte er insgesamt 29 Tore in 625 Spielen während der Vorrunde.